# Michel I Danican Philidor
Michel I Danican Philidor (1580 circa – 1651 circa) è stato un oboista francese, capostipite della dinastia di musicisti della famiglia Philidor.

## Biografia
Egli è stato il primo dei Danican conosciuti. Si dice che i suoi antenati provenissero dalla Scozia e che portavano il cognome di «Duncan». Da qui la francesizzazione del cognome in Danican. Oboista, servì probabilmente nelle armate del re che aveva soggiornato nel Delfinato ai tempi della guerra contro la Savoia, sotto il maresciallo Lesdiguières.
Ma due altre tradizioni giustificherebbero il nome di Philidor. La prima è il soprannome provenisse dai vestiti indossati dagli antichi Bardi irlandesi,  filidh e l'altra, secondo quanto narrato da de La Borde, dovuta a Luigi XIII, il quale, ricordando un oboista italiano di nome Filidoro che un tempo aveva ammirato, lo soprannominò Michel I Filidoro (che in seguito divenne Philidor), dichiarando Ho trovato un secondo Filidoro. Il monarca lo avrebbe poi chiamato ordinario dalla musica della sua stanza.